# Samantha Wells
Samantha Wells (* 2. August 1989 in Waratah) ist eine australische Freestyle-Skierin. Sie ist auf die Disziplin Aerials (Springen) spezialisiert.

## Werdegang
Wells debütierte im Januar 2012 in Mont Gabriel im Weltcup und belegte dabei den sechsten Platz. Es folgten drei weitere Top-10-Platzierungen und zum Ende der Saison 2011/12 der 13. Platz in der Aerials-Disziplinenwertung. Ihr bestes Weltcupresultat in der folgenden Saison 2012/13 war der neunte Platz in Sotschi. Bei den Weltmeisterschaften 2013 in Voss wurde sie Sechste. In der Saison 2013/14 kam sie bei fünf Weltcupteilnahmen zweimal unter die ersten Zehn und erreichte damit den 12. Platz in der Aerials-Disziplinenwertung. Beim Saisonhöhepunkt, den Olympischen Winterspielen 2014 in Sotschi, belegte sie den 18. Platz.
Nachdem sie in der Saison 2014/15 pausiert hatte, erreichte Wells in der Saison 2015/16 drei Top-10-Platzierungen. Dabei errang sie in Deer Valley mit dem zweiten Platz ihre erste Weltcup-Podestplatzierung und belegte zum Saisonende den achten Platz in der Aerials-Disziplinenwertung. In der Saison 2016/17 gelangen ihr bei sechs Weltcupstarts zwei Top-10-Ergebnisse, darunter Platz 3 in Beida Lake, womit sie den 12. Platz in der Aerials-Disziplinenwertung belegte. Bei den Weltmeisterschaften 2017 in der Sierra Nevada wurde sie Zehnte.
Wells nahm bisher an 32 Weltcups teil und kam dabei 13-mal unter den ersten Zehn (Stand: Saisonende 2016/17).

## Erfolge

### Olympische Spiele
- Sotschi 2014: 18. Aerials
- Pyeongchang 2018: 23. Aerials

### Weltmeisterschaften
- Voss 2013: 6. Aerials
- Sierra Nevada 2017: 10. Aerials

### Weltcup
Wells errang im Weltcup bisher zwei Podestplätze.
Weltcupwertungen:
| Saison  | Gesamt | Gesamt | Aerials | Aerials |
| Saison  | Platz  | Punkte | Platz   | Punkte  |
| ------- | ------ | ------ | ------- | ------- |
| 2011/12 | 38.    | 24     | 13.     | 241     |
| 2012/13 | 76.    | 17     | 15.     | 116     |
| 2013/14 | 45.    | 26     | 12.     | 128     |
| 2015/16 | 33.    | 34,33  | 8.      | 206     |
| 2016/17 | 51.    | 24,86  | 12.     | 174     |
| 2017/18 |        |        | 14.     | 132     |

### Weitere Erfolge
- 2 Podestplätze im Europacup